# Daniel Frank Elam
Daniel Frank Elam (Fort North (Texas), 18 augustus 1916 - omgeving van Son (Noord-Brabant), 17 september 1944) was een Amerikaanse luchtmachtofficier. Hij werd op 17 oktober 1946 bij Koninklijk Besluit door koningin Wilhelmina postuum benoemd tot Ridder in de Militaire Willems-Orde.
Majoor Daniel Frank Elam was een van de piloten van het 325e Glider Infantry Regiment, U.S. 82nd Airborne Division, een luchtlandingseenheid die tijdens Operatie Market Garden met zweefvliegtuigen afdaalde.
Tijdens de landingen van de 82ste Airborne Division in het gebied van Nijmegen in de periode van 17 september tot 4 oktober 1944 heeft Daniel Frank Elam, zo vermeldt het Koninklijk Besluit, "zich in den strijd door het bedrijven van uitstekende daden van moed, beleid en trouw op de volgende wijze onderscheiden: "Op 17 september 1944 deed hij dienst als piloot aan boord van een transportvliegtuig voor troepen bij de invasie uit de lucht in Nederland. Bij het naderen van de landingszone werd het vliegtuig van Major ELAM getroffen door het afweervuur van den (Duitschen) vijand en zwaar beschadigd. Terwijl de linkermotor in brand stond, de staart voor een deel was weggeschoten en de gehele linkerzijde van de machine in brand stond, vloog hij in de formatie verder en loste hij zijn parachutetroepen op de aangegeven plaats. Ondanks de laaienden brand in de machine, trachtte Major ELAM te landen op een klein, daarvoor niet geschikt terrein; hij werd op slag gedood toen de machine in een beboste gedeelte stortte. Deze officier heeft buitengewone moed en vastbeslotenheid getoond bij de vervulling van zijn taak."

## Onderscheidingen
- Ridder der vierde klasse in de Militaire Willems-Orde op 17 oktober 1946 (Postuum)[1]

Charles Billingslea · Robert C. Blankenship · Charles King Boyd · Julian Aaron Cook · Daniel Frank Elam · Edward Simons Fulmer · Wesley Harris · Glenn Jonas · William Kero · Harry William Osborn Kinnard · Paul Lester · Joseph Myers · Herbert Edgar Schulman · Maxwell D. Taylor · Dewitt S. Terry · Reuben Henry III Tucker · Waverly W. Wray